# Helena Getterowa

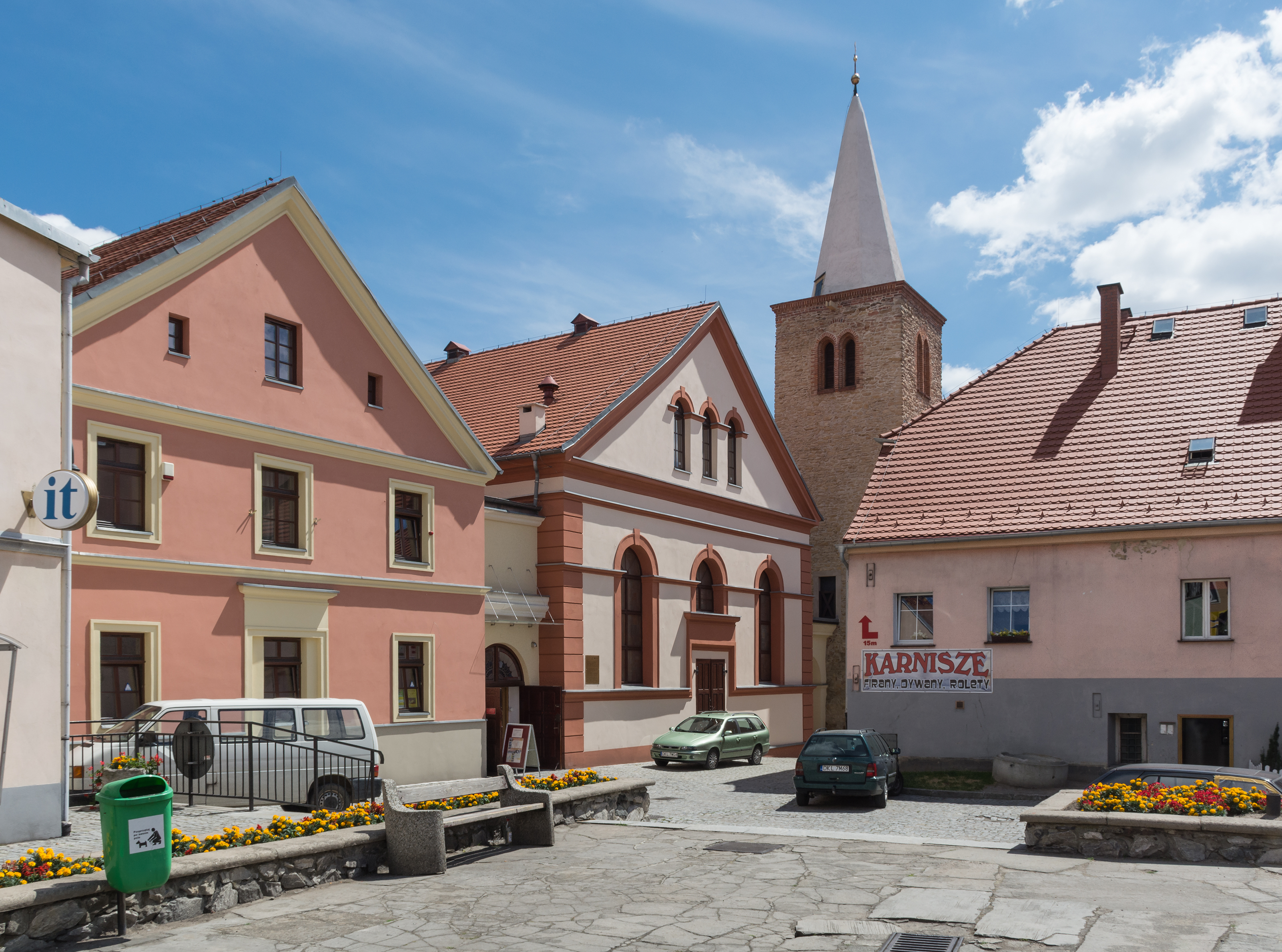
Muzeum Filumenistyczne w Bystrzycy Kłodzkiej, którego pierwszą dyrektorką była Getterowa

Helena Getterowa (ur. 15 października 1904 w Wilnie, zm. 20 stycznia 1982 we Wrocławiu) – działaczka kulturalna i oświatowa, współzałożycielka Towarzystwa Miłośników Ziemi Kłodzkiej i inicjatorka wydawania Roczników Ziemi Kłodzkiej.

## Życiorys
Dzieciństwo i młodość spędziła na Wileńszczyźnie. Ukończyła studia na Uniwersytecie Stefana Batorego w Wilnie. Po II wojnie światowej w wyniku zmiany granic Polski Wileńszczyzna znalazła się w granicach ZSRR, w związku z tym Getterowa przeniosła się na ziemię kłodzką. Była jednym z pierwszych repatriantów.
Do Kłodzka przyjechała w maju 1945 r. i zaczęła organizować w mieście szkolnictwo i Nauczycielską Księgarnię Spółdzielczą z filiami w Bystrzycy Kłodzkiej i Nowej Rudzie, jednocześnie pracując jako nauczycielka w Szkole Podstawowej nr 3 w Kłodzku. Była jednym ze współzałożycieli oraz wieloletnim sekretarzem Towarzystwa Miłośników Ziemi Kłodzkiej, z którego inicjatywy zaczęto wydawać Roczniki Ziemi Kłodzkiej. W 1948 r. była komisarzem Wystawy Regionalnej w Kłodzku. Wielce zasłużyła się dla powołania w mieście Muzeum Ziemi Kłodzkiej. Była prezesem Spółdzielni Przemysłu Ludowego CPLiA. Przez wiele lat była radną powiatu kłodzkiego (1946–1952 i 1958–1962) i zasiadała w prezydium Powiatowej Rady Narodowej.
Z jej inicjatywy utworzono w pobliskiej Bystrzycy Kłodzkiej Muzeum Filumenistyczne, którego była dyrektorem w latach 1964–1972.
W 1972 r. przeniosła się na stałe do Wrocławia, gdzie zmarła 20 stycznia 1982 r.